# Réserve écologique Victor-A.-Huard
Die Réserve écologique Victor-A.-Huard ist ein im Jahr 1990 auf einer Fläche von 20 ha eingerichtetes Schutzgebiet im Süden der kanadischen Provinz Québec in der regionalen Grafschaftsgemeinde Le Fjord-du-Saguenay.

## Lage, Aufgabe
Es liegt auf der größten der vier Inseln im Lac des Îlets, 30 km südlich der Gemeinde Chicoutimi. Es repräsentiert und schützt die für die Ökoregion Contreforts des Laurentides du Saguenay und der Saguenay-Berge typischen Wälder, wobei hier Papier-Birke, Schwarz-Fichte und Gelb-Birke dominieren. Dabei sind die Bestände unberührt, das Alter der Bäume liegt über 150 Jahre. Bei den Schwarzfichtenbeständen unterscheidet man zwischen von Moos (pessière noire à mousses), von Chamaedaphne (à chamédaphné, eine Gattung, zu der etwa die Torfgränke gehört) und von Farn begleiteten Typen.

## Geologie, Böden
Das Schutzgebiet liegt 350 bis 400 m über dem Meeresspiegel. Der Untergrund der Insel besteht überwiegend aus Granit und Pegmatit. Darauf gelangte während und nach der letzten Eiszeit Tillit, das aber an vielen Stellen von Fels durchbrochen ist. Von Fels und Gestein durchsetzter Podsol entstand, der mäßig bis gering durchnässt ist. An einigen Stellen findet sich aber auch Regosol und hier und da auch Lagen mit hohem Anteil organischen Materials.

## Namensgeber
Der Name des Gebiets geht auf Abbé Victor-Alphonse Huard (1853–1929), einen Botaniker und Insektenkundler, der sich insbesondere mit Schmetterlingen befasste. Er war für die Kirche in Chicoutimi tätig, wo er zum Direktor des Grand Séminaire aufstieg. Ab 1894 publizierte er im 1868 gegründeten Le Naturaliste Canadien, dessen Leitung er bald übernahm. Von dessen Gründer Léon Abel Provancher übernahm er auch das Herbarium. Er schrieb dessen Biographie (A la mémoire de l'abbé Provancher. Le Linné du Canada à l'occasion du 25e anniversaire de sa mort, 1918, und La vie et l'oeuvre de l'abbé Provancher, 1926) und publizierte über Schmetterlinge, wobei er seinen Plan, alle Arten der Provinz zu beschreiben, aufgeben musste. Er war einer der ersten, die die Region Côte-Nord beschrieben. 1913 wurde er Mitglied der Royal Society of Canada und wurde 1916 Ehrendoktor der Québecer Laval-Universität. Diese erwarb 2003 sein Herbarium vom Séminaire, das 8000 Exemplare enthält, die 3000 Arten repräsentieren. Allerdings vertrat Huard einen anti-evolutionistischen Standpunkt, ähnlich wie Provancher.